# ميفلين (ويسكونسن)
ميفلين (بالإنجليزية: Mifflin, Wisconsin)‏ هي بلدة تقع بولاية ويسكونسن في الولايات المتحدة. تبلغ مساحتها 131.3 (كم²)، وترتفع عن سطح البحر 300 م، بلغ عدد سكانها 617 نسمة في عام 2000 حسب إحصاء مكتب تعداد الولايات المتحدة وتصل الكثافة السكانية فيها 4.7 نسمة/كم2.

## أعلام
- دانيال بي. مور

## وصلات خارجية
- The US50 - Cities and Towns in Wisconsin State
- Wisconsin Cities and Towns, Facts, Map, Flag, Colleges, Government, and More